# Castlevania II: Belmont's Revenge
Castlevania II: Belmont's Revenge là một trò chơi platform được phát hành cho Game Boy vào năm 1991. Đây là tựa Castlevania thứ hai cho Game Boy và đóng vai trò là phần tiếp theo của tựa trò chơi trước đó, Castlevania: The Adventure. Belmont's Revenge được bổ sung màu trong tập thứ tư của Konami GB Collection. Lấy bối cảnh mười lăm năm sau các sự kiện của Castlevania: The Adventure, Dracula quay trở lại và bắt cóc con trai của Christopher Belmont là Soleil trong bữa tiệc mừng tuổi sắp tới của cậu, và biến cậu thành một con quỷ. Với sức mạnh thần bí của Soleil, Dracula lấy lại hình dạng con người và xây dựng lại lâu đài của mình, buộc Christopher phải đối đầu với Dracula một lần nữa để cứu con trai của mình và Transylvania.

## Lối chơi

Belmont chiến đấu với một trong những tên trùm

Không giống như phần trước trên Game Boy, vũ khí phụ dưới dạng nước thánh và rìu (hoặc cây thánh giá trong phiên bản Nhật Bản) có sẵn trong trò chơi. Có bốn màn chơi, mỗi màn diễn ra trong một lâu đài riêng biệt với các chủ đề độc đáo như không khí, thực vật, trái đất và pha lê, và có thể được hoàn thành theo bất kỳ thứ tự nào, tương tự như Mega Man. Các màn chơi thường có hệ thống bẫy rất lớn. Trò chơi cũng sử dụng hệ thống mật khẩu.

## Phát triển
Phiên bản Bắc Mỹ của trò chơi thay đổi một trong những vũ khí phụ, thay thế cây thánh giá bằng một chiếc rìu. Cây thánh giá có quỹ đạo tầm xa tương tự như roi lửa, trong khi chiếc rìu có thể đi theo chuyển động vòng cung hướng lên, có thể xuyên qua tường và rào chắn. Trong Konami GB Collection phát hành độc quyền ở Nhật Bản và Châu Âu đã khôi phục lại thập giá như bản gốc.
Phiên bản Bắc Mỹ và Châu Âu có bìa khác được vẽ ra bởi Tom Dubois, người đã thiết kế bao bì cho nhiều tựa trò chơi của Konami khác bên ngoài Nhật Bản.
Trò chơi đã được phát hành lại lần đầu tiên trong Castlevania Anniversary Collection.

## Tiếp nhận
IGN cho rằng trò chơi đã sử dụng phần cứng của Game Boy hiệu quả hơn so với phiên bản Castlevania đầu tiên và hoan nghênh việc thêm vào các vật phẩm, vũ khí Castlevania truyền thống và có đồ họa đẹp hơn. Tuy nhiên, trò chơi vẫn bị vài thiếu sót do nhân vật thiếu tính tốc độ và thời gian chơi ngắn.
GameSpy gọi đây là một trong những trò chơi hành động hay nhất trên Game Boy gốc.
Tim Turi của Game Informer coi đây là trò chơi Castlevania tốt nhất trên máy Game Boy gốc; ông trích dẫn khen ngợi phần đồ họa được cải thiện và cách sử dụng vũ khí phụ.